# Альфред Дікін
А́льфред Ді́кін (англ. Alfred Deakin; (3 серпня 1856 — 7 жовтня 1919) — австралійський політичний діяч, був лідером руху за федерацію і пізніше Прем'єр-міністром Австралії. Наприкінці XIX століття Дікін був головним прихильником проведення ліберальних реформ у колонії Вікторія, включаючи захист прав на працю. Він також відігравав головну роль у встановленні іригації в Австралії. Хоча він і був прем'єр-міністром Вікторії, але присвячував усю свою енергію федерації.
Протягом 1890-х Дікін брав участь у конференціях представників австралійських колоній, які були присвячені проєкту Конституції Австралії. Він відігравав важливу роль у забезпеченні того, щоб проєкт був ліберальним і демократичним, а також у досягненні компромісів з метою досягнення успіху проєкту. У перервах між конференціями він працював над популяризацією поняття федерації і проводив кампанію за її прийняття на колоніальних референдумах. Він тоді наполегливо боровся, щоб гарантувати погодження запропонованого варіанту конституції Урядом Її Величності Об'єднаного Королівства.
Як Прем'єр-міністр, Дікін завершив широку законодавчу програму, яка принесла йому разом із Ендрю Фішером славу засновників ефективного урядування Співдружності. Він розширив повноваження Високого суду Австралії, забезпечив пріоритетне фінансування для закупівлі суден флоту, встановив австралійський контроль над Папуа.

## Молоді роки

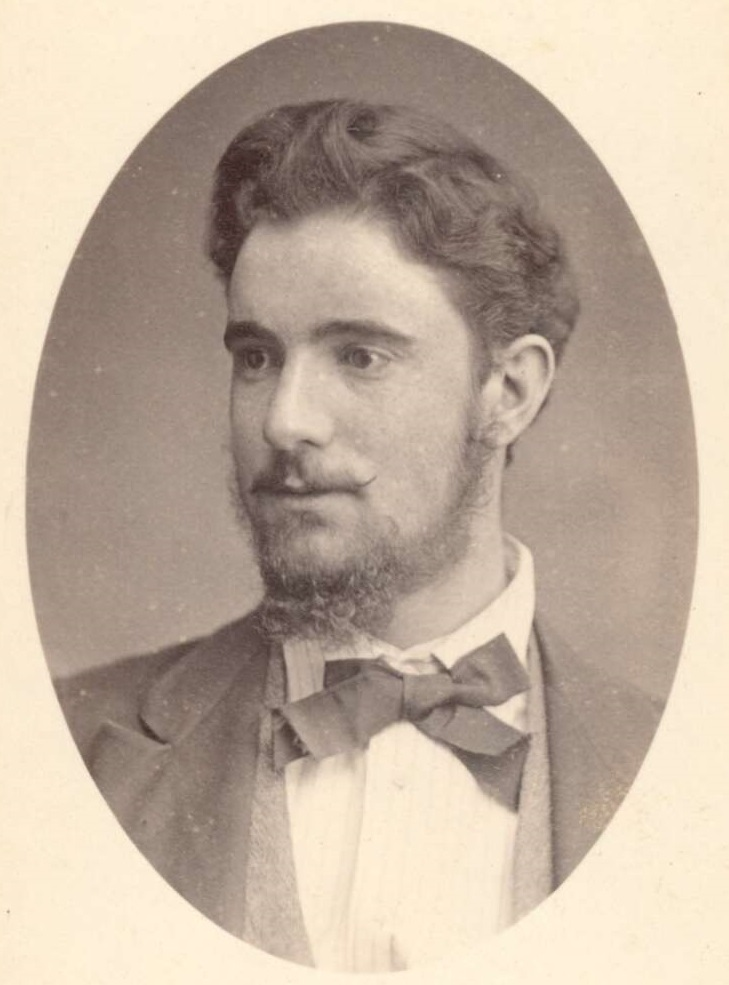
Дікін у молоді роки

Альфред Дікін був другою дитиною у родині англійських іммігрантів Вільяма Дікіна та його дружини Сари Білл, дочки Шропширського фермера, який мігрував до Австралії у 1850 році і оселився у Мельбурні у 1853. Вільям Дікін працював власником магазину, водним візником, а потім став партнером, а пізніше й менеджером транспортної компанії Cobb and Co у Вікторії.
Дікін народився на 90 Джордж-Стріт, Мельбурн. Альфред почав здобувати освіту у віці чотирьох років у школі-інтернаті, яка спочатку була розташована у Кинетоні, але згодом перемістилась до передмістя Мельбурна Саут-Ярра. У 1864 він вступив на стаціонар до Мельбурнської середньої школи, але не вчився серйозно допоки не потрапив під вплив Дж. Х. Томпсона і директора школи Джона Едварда Бромбі, ораторський стиль якого захопив Дікіна, який пізніше став його частково наслідувати. У 1871 році він вступив до вишу з неабиякими знаннями з історії, алгебри, геометрії, а також з англійської і латини. Він розпочав заняття на вечірньому відділенні в Мельбурнському університеті, працюючи шкільним вчителем і репетитором. Він також часто виступав в університетському Клубі Дебатів, заснованому Чарлзом Пірсоном у 1874, Дікін здобув вищу освіту у 1877 році почав адвокатську практику. У травні 1878, він познайомився з Девідом Саймом, власником Мельбурнського часопису Age, який найняв його як політичного і літературного оглядача. У 1880 році він став редактором Лідера. У цей період Сайм схилив його від підтримки вільної торгівлі до протекціонізму.

## Вікторіанська політика

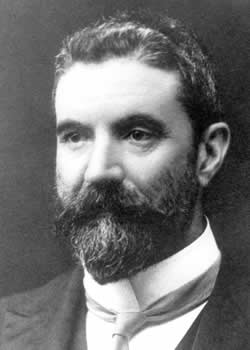
Альфред Дікін у 1901 році

Дікін посідав значне місце у виборчому окрузі Західного Бурку до Вікторіанських Законодавчих зборів. У лютому 1879 року як прихильник реформ у сфері оборони, промисловості та введення податку на землю одержав поразку у 79 голосів. У зв'язку з численними порушеннями громадянських прав, недостатньою кількістю виборчих бюлетенів Дікін програв наступні додаткові вибори у 15 голосів, втратив місце на загальних виборах у лютому 1880, але досяг своєї мети на ще одних загальних виборах у липні 1880року. Радикальний Прем'єр-міністр, Грем Беррі запропонував йому місце Генерального прокурора у серпні, але Дікін відповів відмовою.
У 1882 Дікін одружився з Елізабет Мартою Енн («Петти») Браун, дочкою відомого спіритуаліста. Вони жили з батьками Дікіна до 1887 року. У них було три дочки, Іві, Стелла і Віра.
У 1883 Дікін став спеціальним уповноваженим Громадських робіт і Водопостачання, та у 1884 він став заступником міністра юстиції і міністром громадських робіт. У 1885 році Дікін забезпечив прохід новаторського закону «Про фабрики і магазини колонії», упроваджуючи у життя регулювання умов та тривалості роботи. У грудні 1884 він поїхав до США, щоб дослідити іригацію, про що надав звіт у червні 1885 («Іригація у Західній Америці»). У червні 1886, він готував законодавчу базу для націоналізації прав на користування водою і забезпеченні державної допомоги для іригаційних робіт, яка допомогла встановити іригацію в Австралії.
У 1885 Дікін став Головним секретарем і спеціальним уповноваженим від Водопостачання і з 1890 року Міністром здоров'я і, тимчасово, заступником Міністра юстиції. У 1887 він очолював делегацію Вікторії на Імперській конференції у Лондоні, де дискутував на тему скорочення витрат на оборону колонії, яку забезпечував Британський флот, а також покращення положення Нових Гебридів.
Дікін втратив весь свій статок і статок свого батька під час кризи 1893. Тоді він змушений був повернутись до юридичної діяльності, щоб відновити свої фінанси. 1892 року він невдало захищав серійного вбивцю Фредеріка Бейлі, а також допомагав захистові 1893-1894 на судових процесах у справі про наклеп на Девіда Сайма.

### Шлях до Федерації
Після 1890 року, Дікін відхилив усі пропозиції щодо посад в Уряді і зосередив всю свою увагу рухові за федерацію. Він був делегатом Вікторії в австралазійському федеральному Конвенті, який був зібраний Сером Генрі Паркесом у Мельбурні 1890 року, метою якого було підтримати міжколоніальну угоду та спроєктувати федеральну конституцію. Він був провідним посередником у федеральних Угодах 1891, які містили більшу частину Конституції Австралії, яку врешті було підписано 1900 року. Дікін був також делегатом під час розгляду другої австралазійської федеральної Угоди, яке відкрилось у Аделаїді у березні 1897 і закінчилось у Мельбурні у січні 1898. Він виступав проти консервативних планів відносно непрямих виборів сенаторів, намагався послабити повноваження Сенату — особливо прагнув запобігти можливості провалу фінансових законопроєктів — а також підтримував широкі повноваження податкової системи для федерального уряду. Дікіну часто доводилося урегульовувати відмінності і знаходити виходи з очевидно неможливих труднощів. У перервах між цими конвентами він подорожував та зустрічався із громадами країни. Завдяки цьому проєкт конституції мав значну перевагу у Вікторії на кожному референдумі.
У 1900 році Дікін поїхав до Лондону з Едмундом Бартоном і Чарлзом Кінгстоном, щоб спостерігати за перебігом розгляду проєкту у Британському парламенті, і взяв участь у переговорах з Джозефом Чемберленом, Колоніальним Секретарем, який наполягав на праві оскарження рішень Високого суду Австралії у Судовому комітеті Таємної ради. Зрештою, компромісу було досягнуто, відповідно до якого внутрішні мали розглядатись Високим судом, але з інших питань можна було звернутись до Таємної Ради.
Дікін визначав себе як «незалежного австралійського британця», схвалюючи самоврядну Австралію, але проявляючи лояльність до Британської імперії. Він, звичайно, не розглядав федерацію як маркування незалежності Австралії від Великої Британії. Навпаки, Дікін був прихильником тіснішої єдності імперії.

## Федеральна політика

Майбутні 1-й Прем'єр-міністр Австралії Едмунд Бартон і 2-й Прем'єр-міністр Альфред Дікін

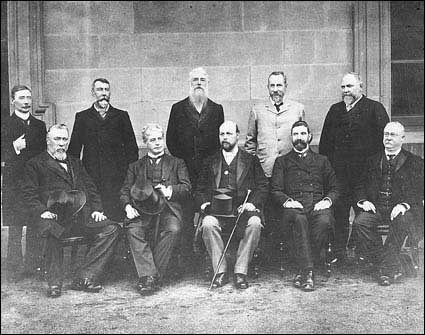
Уряд 1901 року

Під час федеральних виборів 1901 року Дікіна було обрано до першого федерального парламенту і призначено юристом у міністерстві, яке очолював Едмунд Бартон.

### Перший уряд 1903—1904
Коли Бартон пішов з посту прем'єра і став одним з членів Високого суду, Дікін очолив Уряд 24 вересня 1903 року. У його протекціоністської фракції не було більшості у жодній з палат Парламенту, тому він обіймав посаду лише за згоди лейбористів, які наполягали на радикальнішому законодавстві, ніж те, яке готовий був прийняти Дікін. У квітні 1904 він пішов у відставку, не провівши жодного закону.

### Другий уряд 1905—1908
Дікін відновив кабінет в середині 1905 року, і зберігав його упродовж трьох років. Під час цього, найдовшого і найуспішнішого з його термінів повноважень у посаді Прем'єр-міністра, його уряд прийняв велику кількість політичних і законодавчих рішень, які надали форму Співдружності упродовж першого десятиріччя її існування, включаючи створення австралійської національної валюти.
1906 року уряд Дікіна вніс поправки до Судового закону з метою збільшення чисельності Високого суду до п'яти суддів, як і передбачала конституція; призначив Айзека Ісаакса і Х. Б. Хіггінса на дві додаткові посади суддів. Уряд також вніс і домігся прийняття закону, який змусив компанії платити справедливу заробітну платню, встановивши умови для тарифного захисту, хоча у Співдружності не було ніяких повноважень стосовно заробітної платні та ціноутворення.
У грудні 1907 він вносив на розгляд перший законопроєкт, що стосувався військового обов'язку, який також було підтримано Робочою силою і Біллі Г'юзом. Дікін довго виступав проти військово-морських угод у частині, що стосувалась фінансування Королівського флоту Австралії.

### Третій уряд 1909—1910
1908 року Дікін знову сформував коаліцію зі своїм старим супротивником-консерватором Джорджем Рідом і повернувся на пост Прем'єр-міністра Австралії у травні 1909. Цей уряд став першим урядом більшості Австралії. Багатьма таку коаліцію було сприйнято як зраду ліберальних принципів Дікіна, Сер Вільям Лайн навіть назвав його «Юдою». Під час виборів 910 року Дікін був переможений Робочою силою на чолі з Ендрю Фішером.

### Відхід від політики
Дікін пішов з парламенту у квітні 1913, а також з громадського життя. Після цього у Дікіна почалась прогресивна втрата пам'яті (можливо, це була рання стадія хвороби Альцгеймера). Він став інвалідом і помер 1919 року від менінгоенцефаліту у віці 63 років.
Поховано Дікіна на кладовищі Св. Кілди поряд з його дружиною у Вікторії.

## Журналістика
Дікін продовжував багато писати протягом усієї кар'єри. Він написав анонімні політичні коментарі для лондонської Morning Post у той час, коли був Прем'єр-міністром. Його зібрання журналістики було видано як Об'єднана Австралія у 1968 році.

## Спадок

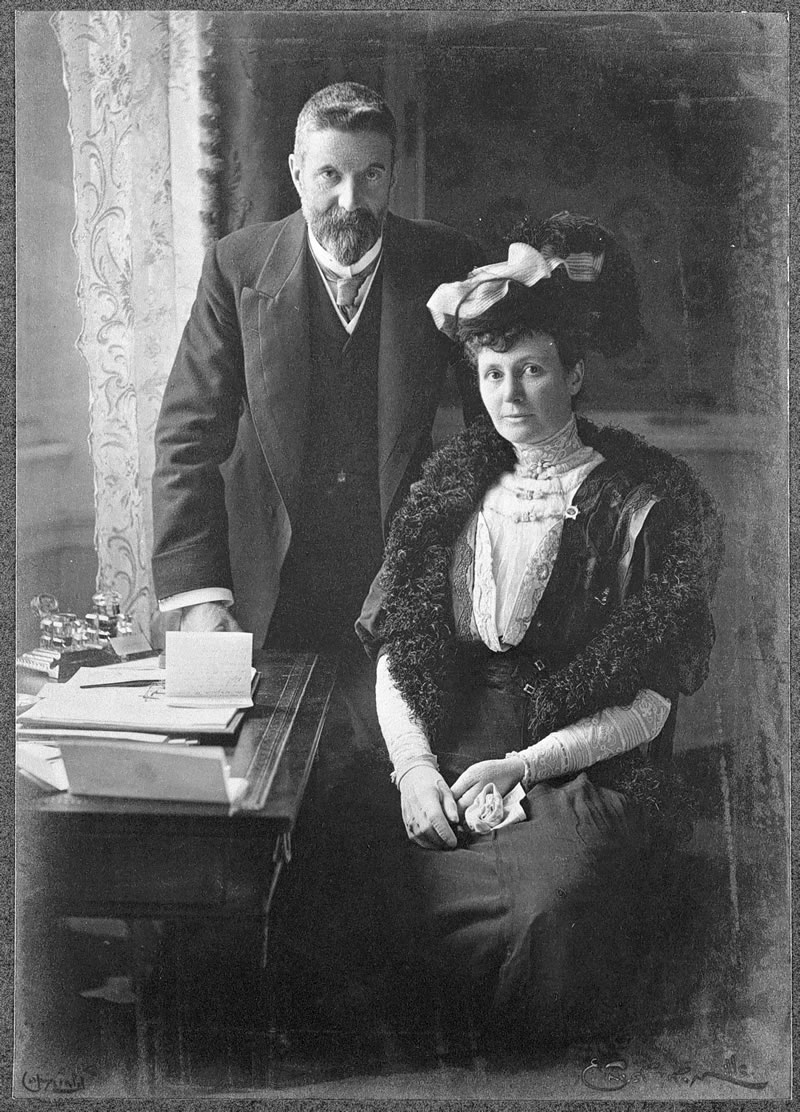
Альфред Дікін та його дружина Пеггі у 1907 році

Альфреда Дікіна завжди любили та поважали сучасники, які прозвали його «Привітним Альфредом». Єдиними справжніми ворогами Дікіна стали Робоча сила, а також деякі ліберали (вони з'явилися у наслідок створення коаліції з консерваторами).
У Дікіна був тривалий і щасливий шлюб, який приніс подружжю трьох дочок:
- Іві (1883—1970) була одружена з Гербертом Бруксом
- Стелла (1886—1976) вийшла заміж за Сера Девіда Риветта
- Віра (1891—1978) була одружена із Сером Томасом Вайтом.

1969 року Пошта Австралії увіковічила образ Дікіна на поштовій марці.